# 2009년 K리그
K리그 2009 정규리그는 스폰서를 구하지 못해 대회명칭을 2009 K-리그로 하고 2009년 3월 7일 (토요일) 전년도 리그 우승 팀인 수원 삼성 블루윙즈와 FA컵 우승 팀인 포항 스틸러스의 경기로 시작되어 11월 1일 (일요일)까지 진행되었다. 6강 플레이오프와 챔피언 결정전은 그 후에 진행되어 특히 챔피언 결정전은 12월 2일과 6일 홈 앤 어웨이 방식으로 최종 우승 팀이 결정되었다.

## 시즌 개요

### 운영 방식
정규리그는 2009년부터 새로 K-리그에 참가한 강원 FC로 인해 지난 시즌에 비해 팀당 경기수가 두 경기씩 늘어나 28경기씩 치르게 되며, 팀별로 두 경기 휴식을 갖게 되어 총 30라운드로 진행되었으며, 플레이오프는 이번 시즌부터 K-리그 챔피언십이라는 공식 명칭을 사용하고 현대자동차가 챔피언십 타이틀스폰서로 참여하여, 명칭을 K-리그 쏘나타 챔피언십 2009 (K-LEAGUE SONATA Championship 2009)로 하여 진행되었다.
또 6강 플레이오프부터 챔피언결정전까지 매경기마다 게임별 최우수선수(MVP)를 선정하는《olleh KT Man of the Match》를 시행하게 되었다. KT가 2009 챔피언십 후원스폰서로 합류하게 되면서 시행을 하게 되었는데 [경기공헌도(50%)•포지션수행능력(20%)•기술숙련도(20%)•경기매너(10%)]를 종합해 매경기마다 평점을 매기게 되는데 여기서 좋은 평점으로 게임 MVP에 선정되었을 경우 KT에서 제공하는 상금이 주어지게 되는데 챔피언십 6강 플레이오프부터 플레이오프까지 4경기에는 100만원씩, 챔피언결정전 1차전, 2차전 최우수선수에게는 각 200만원의 상금이 수여되었다.
그리고 쏘나타 챔피언쉽 대회 플레이오프부터 심판 6명을 투입하는 6심제를 아시아에서 최초로 도입하는 대회로 남기게 되었다. 프로축구연맹은 플레이오프부터 챔피언결정전 1차전,2차전까지 3경기를 기존의 4심제(주심,1부심,2부심,대기심)에서 6심제로 운영하기로 했다. 6심제는 주심(1명), 부심(2명), 대기심(1명) 외 2명의 추가 부심인 3부심과 4부심을 투입하며, 3, 4부심은 각각 골대 옆 엔드라인에서 ▲볼의 골라인 통과 여부 ▲시뮬레이션 ▲페널티 에어리어(PA) 박스 내 파울 등을 정확하게 판단해 주심의 판정을 돕게 된다.
이렇게 많은 골과 흥미로운 경기로 많은 화제를 일으킨 2009년 K리그의 최후의 승자는 전북 현대 모터스였다. 리그 1위로 챔피언 결정전에 진출한 전북은 챔피언결정전에서 성남 일화 천마를 상대로 결전을 치르는데 12월 2일 성남종합운동장에서 가진 1차전은 0:0 무승부로 어느 한 팀도 매듭짓지 못한 채 12월 6일 전주 월드컵경기장에서의 2차전으로 바통을 이어받게 된다. 그러나 전북에는 오히려 도움이 된 경기였다. 2차전에서 에닝요의 2골과 후반에 터진 이동국의 쐐기를 박는 페널티킥 골 성공으로 김진용의 만회골로 0패를 면한 성남을 3:1로 누르고 1994년 팀 창단 15년 만에 최초의 리그 우승 타이틀을 거머쥐게 되었고 동시에 호남권 지역 연고팀 최초의 K리그 우승 팀으로 K리그 역사의 한 페이지에 남기게 되었다.

### 참가 구단
| 클럽               | 감독              | 연고지         | 홈구장                         | 2008 시즌 성적                      |
| ------------------ | ----------------- | -------------- | ------------------------------ | ----------------------------------- |
| 강원 FC            | 최순호            | 강원도         | 강릉종합운동장, 춘천종합운동장 | -                                   |
| 경남 FC            | 조광래            | 창원시         | 창원종합운동장                 | 정규리그 8위                        |
| 광주 상무          | 이강조            | 광주광역시     | 광주 월드컵 경기장             | 정규리그 14위                       |
| 대구 FC            | 변병주            | 대구광역시     | 대구 스타디움, 대구시민운동장  | 정규리그 11위                       |
| 대전 시티즌        | 왕선재            | 대전광역시     | 대전 월드컵 경기장             | 정규리그 13위                       |
| 부산 아이파크      | 황선홍            | 부산광역시     | 부산 아시아드 주 경기장        | 정규리그 12위                       |
| FC 서울            | 셰놀 귀네슈       | 서울특별시     | 서울 월드컵 경기장             | 정규리그 2위, 플레이오프 2위        |
| 성남 일화 천마     | 신태용(대행)      | 성남시         | 탄천종합운동장, 성남종합운동장 | 정규리그 3위, 플레이오프 5위        |
| 수원 삼성 블루윙즈 | 차범근            | 수원시         | 수원 월드컵 경기장             | 정규리그 1위, 플레이오프 1위 (우승) |
| 울산 현대          | 김호곤            | 울산광역시     | 울산문수축구경기장             | 정규리그 4위, 플레이오프 3위        |
| 인천 유나이티드    | 일리야 페트코비치 | 인천광역시     | 인천문학경기장                 | 정규리그 7위                        |
| 전북 현대 모터스   | 최강희            | 전주시         | 전주 월드컵 경기장             | 정규리그 6위, 플레이오프 4위        |
| 전남 드래곤즈      | 박항서            | 광양시         | 광양축구전용구장               | 정규리그 9위                        |
| 제주 유나이티드    | 알툴 베르날데스   | 제주특별자치도 | 제주 월드컵 경기장             | 정규리그 10위                       |
| 포항 스틸러스      | 세르지우 파리아스 | 포항시         | 포항 스틸야드                  | 정규리그 5위, 플레이오프 6위        |

### 유니폼
| 구단               | 모양 | 킷 스폰서  | 메인 스폰서                | 설명 |
| ------------------ | ---- | ---------- | -------------------------- | --- |
| 강원 FC            |      | 나이키     | 하이원리조트               | |
| 경남 FC            |      | 험멜       | STX                        | |
| 광주 상무 불사조   |      | 울스포츠   | 금호건설 광주세계광엑스포  | |
| 대구 FC            |      | 조마       | 두산건설                   | |
| 대전 시티즌        |      | 로이쉬     | 대전시 KT&G                | |
| 부산 아이파크      |      | 휠라       | 아이파크                   | |
| FC 서울            |      | 아디다스   | 자이                       | |
| 성남 일화 천마     |      | 프로스펙스 | 센트럴시티                 | |
| 수원 삼성 블루윙즈 |      | 아디다스   | 파브                       | |
| 울산 현대          |      | 아디다스   | 현대중공업                 | |
| 인천 유나이티드    |      | 푸마       | 지엠대우 인천대교 신한은행 | K-리그 사상 건축물로는 최초로, 인천대교가 새로이 메인 스폰서에 참여하였다. 홈 킷은 2008년 시즌의 검정 5줄+파랑 7줄의 줄무늬가 검정 3줄+파랑 5줄의 형태로 간소화되었다. 원정 유니폼의 경우 역사상 처음으로 금색을 주 색상으로 사용하였으며 파랑색을 곁들였다. |
| 전남 드래곤즈      |      | 아스토레   | 포스코                     | |
| 전북 현대 모터스   |      | 험멜       | 그랜저(홈) 아반떼(원정)    | 홈 킷의 경우 2007년부터 사용한 형광 녹색에 검은색을 곁들인 형태이며, 원정 유니폼의 경우도 지난 시즌과 비슷하다. HMC 투자증권이 서브 스폰서로서 왼쪽 목 부근에 새로이 표기되었다.                                                                             |
| 제주 유나이티드    |      | 아스토레   | 엔크린                     | |
| 포항 스틸러스      |      | 카파       | 포스코                     | 새로운 홈 킷은 작년과 유사하나, 킷 스폰서인 카파의 패치 크기가 축소되었고, 스폰서와 마킹의 색상이 금색으로 변경되었다. 완전히 새롭게 변한 원정 킷은 흰색 바탕에 하늘색 가로줄이 그어진 형태를 띄고 있다.                                                     |

### 감독 변화
| 구단 | 전임 감독       | 형태                                | 일자             | 당시 순위 | 신임 감독         | 일자             | 순위    |
| ---- | --------------- | ----------------------------------- | ---------------- | --------- | ----------------- | ---------------- | ------- |
| 성남 | 김학범          | 사임                                | 2008년 11월 27일 | 3위 (08)  | 신태용(대행)      | 2008년 12월 1일  | 시즌 전 |
| 인천 | 장외룡          | 사임 및 오미야 아르디자로 이적      | 2008년 12월 10일 | 7위 (08)  | 일리야 페트코비치 | 2009년 1월 7일   | 시즌 전 |
| 강원 | -               | 신규 임명                           | -                | -         | 최순호            | 2008년 12월 18일 | 시즌 전 |
| 울산 | 김정남          | 사임 및 보직 변경 (고문)            | 2008년 12월 26일 | 4위 (08)  | 김호곤            | 2008년 12월 26일 | 시즌 전 |
| 대전 | 김호            | 해임                                | 2009년 6월 25일  | 13위      | 왕선재(대행)      | 2009년 6월 25일  | 13위    |
| 제주 | 알툴 베르날데스 | 사임                                | 2009년 10월 14일 | 13위      | 조진호(대행)      | 2009년 10월 14일 | 13위    |
| 대전 | 왕선재(대행)    | 정식 계약                           | 2009년 10월 27일 | 12위      | 왕선재            | -                | 12위    |
| 제주 | 조진호(대행)    | 30R까지 감독 대행                   | 2009년 10월 29일 | 13위      | 박경훈            | 2009년 10월 30일 | 13위    |
| 서울 | 셰놀 귀네슈     | 사임(계약 만료)                     | 2009년 11월 26일 | 최종 5위  | 넬루 빙가다       | 2009년 12월 14일 |         |
| 대구 | 변병주          | 사임(재계약 했으나 개인문제로 사직) | 2009년 12월 7일  | 최종 15위 | 최영준(대행)      | 2009년 12월 7일  |         |
| 대구 | 최영준(대행)    | 임시 감독 대행                      | 2009년 12월 22일 | 최종 15위 | 이영진            | 2009년 12월 22일 | 시즌 전 |

## 시즌 순위

### 정규시즌 순위
| 순위 | 팀                   | 경기 | 승 | 무 | 패 | 득 | 실 | 차  | 승점 | 참가 자격 및 강등                                      |
| ---- | -------------------- | ---- | -- | -- | -- | -- | -- | --- | ---- | ------------------------------------------------------ |
| 1    | 전북 현대 모터스 (C) | 28   | 17 | 6  | 5  | 59 | 33 | +26 | 57   | AFC 챔피언스리그 조별 리그 K-리그 플레이오프           |
| 2    | 포항 스틸러스        | 28   | 14 | 11 | 3  | 55 | 33 | +22 | 53   | AFC 챔피언스리그 조별 리그 K-리그 플레이오프           |
| 3    | FC 서울              | 28   | 16 | 5  | 7  | 47 | 27 | +20 | 53   | K-리그 플레이오프 및 승자는 AFC 챔피언스리그 조별 리그 |
| 4    | 성남 일화 천마       | 28   | 13 | 6  | 9  | 40 | 34 | +6  | 45   | K-리그 플레이오프 및 승자는 AFC 챔피언스리그 조별 리그 |
| 5    | 인천 유나이티드      | 28   | 11 | 10 | 7  | 31 | 29 | +2  | 43   | K-리그 플레이오프 및 승자는 AFC 챔피언스리그 조별 리그 |
| 6    | 전남 드래곤즈        | 28   | 11 | 9  | 8  | 41 | 39 | +2  | 42   | K-리그 플레이오프 및 승자는 AFC 챔피언스리그 조별 리그 |
| 7    | 경남 FC              | 28   | 10 | 10 | 8  | 38 | 32 | +6  | 40   |                                                        |
| 8    | 울산 현대            | 28   | 9  | 9  | 10 | 32 | 29 | +3  | 36   |                                                        |
| 9    | 대전 시티즌          | 28   | 8  | 9  | 11 | 29 | 38 | -9  | 33   |                                                        |
| 10   | 수원 삼성 블루윙즈   | 28   | 8  | 8  | 12 | 29 | 32 | -3  | 32   | AFC 챔피언스리그 조별 리그1                            |
| 11   | 광주 상무            | 28   | 9  | 3  | 16 | 33 | 40 | -7  | 30   |                                                        |
| 12   | 부산 아이파크        | 28   | 7  | 8  | 13 | 36 | 42 | -6  | 29   |                                                        |
| 13   | 강원 FC              | 28   | 7  | 7  | 14 | 42 | 57 | -15 | 28   |                                                        |
| 14   | 제주 유나이티드      | 28   | 7  | 7  | 14 | 22 | 44 | -22 | 28   |                                                        |
| 15   | 대구 FC              | 28   | 5  | 8  | 15 | 20 | 45 | -25 | 23   |                                                        |

1. FA컵 우승 자격으로 진출하였다.

- 최종 업데이트 : 2009년 11월 1일 (출처: K-리그 공식 홈페이지)
- 정규리그 순위 결정 기준: 승점 - 득실차 - 다득점 - 다승 - 승자승 - 벌점 - 추첨 (출처: K-리그 2009 규정 제 17조[깨진 링크(과거 내용 찾기)])

### 라운드별 순위
| 라운드팀           | 01 | 02 | 03 | 04 | 05 | 06 | 07 | 08 | 09 | 10 | 11 | 12 | 13 | 14 | 15 | 16 | 17 | 18 | 19 | 20 | 21 | 22 | 23 | 24 | 25 | 26 | 27 | 28 | 29 | 30 |
| ------------------ | -- | -- | -- | -- | -- | -- | -- | -- | -- | -- | -- | -- | -- | -- | -- | -- | -- | -- | -- | -- | -- | -- | -- | -- | -- | -- | -- | -- | -- | -- |
| 전북 현대 모터스   | 6  | 2  | 1  | 1  | 2  | 2  | 2  | 1  | 1  | 1  | 2  | 3  | 3  | 2  | 3  | 2  | 2  | 2  | 2  | 3  | 2  | 2  | 2  | 2  | 2  | 2  | 1  | 1  | 1  | 1  |
| 포항 스틸러스      | 3  | 3  | 5  | 7  | 7  | 7  | 8  | 9  | 7  | 10 | 10 | 8  | 6  | 6  | 5  | 4  | 4  | 3  | 3  | 2  | 3  | 3  | 3  | 3  | 3  | 3  | 3  | 3  | 3  | 2  |
| FC 서울            | 1  | 4  | 7  | 6  | 4  | 3  | 3  | 3  | 4  | 4  | 4  | 2  | 2  | 3  | 1  | 1  | 1  | 1  | 1  | 1  | 1  | 1  | 1  | 1  | 1  | 1  | 2  | 2  | 2  | 3  |
| 성남 일화 천마     | 6  | 9  | 9  | 12 | 10 | 5  | 5  | 5  | 6  | 7  | 6  | 7  | 8  | 8  | 7  | 8  | 9  | 8  | 8  | 7  | 7  | 8  | 4  | 4  | 5  | 4  | 4  | 4  | 4  | 4  |
| 인천 유나이티드    | 4  | 6  | 6  | 3  | 5  | 4  | 4  | 4  | 3  | 3  | 3  | 4  | 4  | 4  | 4  | 5  | 5  | 5  | 5  | 4  | 6  | 4  | 5  | 5  | 6  | 6  | 6  | 6  | 7  | 5  |
| 전남 드래곤즈      | 15 | 15 | 13 | 14 | 14 | 15 | 9  | 6  | 5  | 5  | 5  | 6  | 7  | 7  | 8  | 7  | 7  | 9  | 6  | 6  | 5  | 6  | 7  | 7  | 4  | 5  | 5  | 5  | 5  | 6  |
| 경남 FC            | 6  | 8  | 8  | 9  | 9  | 14 | 15 | 15 | 11 | 12 | 11 | 12 | 11 | 11 | 14 | 14 | 14 | 14 | 14 | 14 | 13 | 10 | 8  | 6  | 7  | 8  | 7  | 7  | 6  | 7  |
| 울산 현대          | 10 | 10 | 14 | 10 | 13 | 9  | 11 | 7  | 8  | 11 | 12 | 14 | 12 | 13 | 9  | 10 | 10 | 12 | 13 | 13 | 11 | 9  | 10 | 9  | 8  | 7  | 8  | 8  | 8  | 8  |
| 대전 시티즌        | 14 | 14 | 12 | 8  | 8  | 10 | 12 | 11 | 13 | 13 | 14 | 13 | 13 | 12 | 11 | 12 | 13 | 13 | 12 | 10 | 10 | 12 | 13 | 10 | 11 | 11 | 12 | 12 | 11 | 9  |
| 수원 삼성 블루윙즈 | 11 | 11 | 15 | 15 | 12 | 12 | 14 | 13 | 15 | 15 | 13 | 11 | 14 | 14 | 13 | 11 | 12 | 11 | 11 | 12 | 14 | 14 | 11 | 12 | 10 | 10 | 9  | 9  | 9  | 10 |
| 광주 상무          | 2  | 5  | 3  | 2  | 1  | 1  | 1  | 2  | 2  | 2  | 1  | 1  | 1  | 1  | 2  | 3  | 3  | 4  | 4  | 5  | 4  | 5  | 6  | 8  | 9  | 9  | 10 | 10 | 10 | 11 |
| 부산 아이파크      | 12 | 11 | 10 | 11 | 15 | 13 | 6  | 10 | 9  | 6  | 7  | 9  | 10 | 10 | 12 | 13 | 11 | 10 | 10 | 11 | 13 | 14 | 14 | 14 | 14 | 13 | 11 | 11 | 12 | 12 |
| 강원 FC            | 4  | 1  | 2  | 5  | 3  | 5  | 7  | 8  | 10 | 9  | 8  | 5  | 5  | 5  | 6  | 6  | 8  | 6  | 9  | 9  | 9  | 11 | 12 | 13 | 13 | 14 | 14 | 14 | 14 | 13 |
| 제주 유나이티드    | 12 | 7  | 4  | 4  | 6  | 8  | 10 | 12 | 12 | 8  | 9  | 10 | 9  | 9  | 10 | 9  | 6  | 7  | 7  | 6  | 5  | 6  | 9  | 11 | 12 | 12 | 13 | 13 | 13 | 14 |
| 대구 FC            | 6  | 13 | 11 | 13 | 11 | 11 | 13 | 14 | 14 | 14 | 15 | 15 | 15 | 15 | 15 | 15 | 15 | 15 | 15 | 15 | 15 | 15 | 15 | 15 | 15 | 15 | 15 | 15 | 15 | 15 |

최종 확인: 2009년 11월 1일
출처: kleaguei.com

## 경기 결과

### 정규시즌 (1~30 라운드)
| 원정홈             | 강원 | 경남 | 광주 | 대구 | 대전 | 부산 | 서울 | 성남 | 수원 | 울산 | 인천 | 전남 | 전북 | 제주 | 포항 |
| 강원 FC            |      | 0–4  | 2–2  | 2–2  | 1–2  | 1–1  | 1–3  | 4–1  | 1–1  | 1–2  | 3–2  | 3–3  | 1–3  | 1–0  | 1–2  |
| 경남 FC            | 1–0  |      | 2–1  | 3–0  | 1–1  | 3–1  | 1–1  | 4–1  | 0–0  | 1–1  | 0–2  | 4–1  | 1–1  | 0–0  | 0–2  |
| 광주 상무          | 3–1  | 0–0  |      | 0–1  | 3–0  | 0–1  | 1–0  | 2–3  | 0–3  | 2–1  | 1–0  | 1–2  | 2–3  | 0–1  | 2–3  |
| 대구 FC            | 2–1  | 1–3  | 1–3  |      | 2–2  | 1–1  | 0–3  | 1–1  | 1–0  | 0–1  | 0–0  | 1–2  | 0–3  | 2–1  | 2–2  |
| 대전 시티즌        | 2–2  | 0–0  | 3–1  | 2–0  |      | 3–2  | 0–2  | 1–2  | 0–0  | 1–0  | 1–1  | 1–0  | 0–2  | 1–0  | 0–0  |
| 부산 아이파크      | 2–0  | 2–0  | 2–3  | 1–0  | 2–1  |      | 2–2  | 1–2  | 1–1  | 1–2  | 0–1  | 2–2  | 3–1  | 3–0  | 1–2  |
| FC 서울            | 1–2  | 2–1  | 2–1  | 0–0  | 3–0  | 2–2  |      | 1–0  | 1–0  | 0–2  | 5–1  | 1–1  | 2–1  | 2–1  | 1–0  |
| 성남 일화 천마     | 3–0  | 3–1  | 0–1  | 3–0  | 1–2  | 0–0  | 1–0  |      | 3–2  | 0–0  | 1–1  | 3–1  | 3–1  | 2–0  | 3–1  |
| 수원 삼성 블루윙즈 | 3–3  | 3–1  | 0–2  | 1–0  | 1–0  | 2–0  | 2–0  | 1–0  |      | 1–0  | 1–2  | 1–4  | 1–1  | 0–1  | 2–3  |
| 울산 현대          | 3–4  | 0–1  | 2–0  | 3–1  | 1–1  | 3–1  | 1–2  | 0–0  | 3–2  |      | 0–1  | 1–1  | 0–1  | 1–2  | 2–2  |
| 인천 유나이티드    | 2–0  | 1–2  | 1–0  | 2–1  | 2–1  | 1–0  | 0–1  | 1–0  | 0–0  | 0–0  |      | 1–1  | 0–1  | 3–3  | 1–4  |
| 전남 드래곤즈      | 4–1  | 2–0  | 1–1  | 0–1  | 2–0  | 3–2  | 1–6  | 2–0  | 2–0  | 1–0  | 1–1  |      | 1–3  | 0–0  | 1–0  |
| 전북 현대 모터스   | 2–5  | 4–2  | 2–0  | 2–0  | 4–2  | 3–1  | 2–0  | 4–1  | 1–1  | 1–1  | 0–0  | 2–0  |      | 4–2  | 1–3  |
| 제주 유나이티드    | 0–1  | 1–1  | 1–0  | 0–0  | 1–0  | 2–0  | 0–2  | 1–2  | 1–0  | 0–1  | 0–2  | 1–1  | 0–5  |      | 1–8  |
| 포항 스틸러스      | 1–0  | 1–1  | 2–1  | 3–0  | 2–2  | 1–1  | 3–2  | 1–1  | 1–0  | 1–1  | 2–2  | 2–1  | 1–1  | 2–2  |      |

2009년 11월 1일까지 치른 모든 경기를 대상으로 함.
출처: 한국프로축구연맹
색상: 파랑 = 홈팀 승; 노랑 = 무승부; 빨강 = 원정 팀 승.
아직 치러지지 않은 경기 중 a표시는 그에 대한 문서가 있다는 것을 표시함.

### 포스트시즌 (K리그 챔피언십)
|  | 6강 플레이오프 | 6강 플레이오프    | 6강 플레이오프 |     |                    | 준플레이오프 | 준플레이오프 | 준플레이오프     |   |     | 플레이오프    | 플레이오프       | 플레이오프 |        |   | 챔피언 결정전 | 챔피언 결정전 | 챔피언 결정전 | 챔피언 결정전 | 챔피언 결정전 |  |
|  |                |                   |                |     |                    |              |              |                  |   |     |               |                  |            |        |   |               |               |               |               |               |  |
|  |                |                   |                |     |                    | -            | 부전승       | 0                |   |     |               |                  |            |        |   |               |               |               |               |               |  |
|  | 2위            | 포항 스틸러스     | 0              |     |                    |              |              |                  |   |     |               |                  |            |        |   |               |               |               |               |               |  |
|  | 2위            | 포항 스틸러스     | 0              | 4위 | 성남 일화 천마(p.) | 1(3)         |              |                  |   | 2위 | 포항 스틸러스 | 0                |            |        |   |               |               |               |               |               |  |
|  |                |                   |                | 4위 | 성남 일화 천마(p.) | 1(3)         |              |                  |   | 2위 | 포항 스틸러스 | 0                |            |        |   |               |               |               |               |               |  |
|  | 5위            | 인천 유나이티드   | 1(2)           |     |                    |              | 4위          | 성남 일화 천마   | 1 |     |               |                  |            |        |   |               |               |               |               |               |  |
|  | 5위            | 인천 유나이티드   | 1(2)           | 4위 | 성남 일화 천마     | 1            | 4위          | 성남 일화 천마   | 1 |     | 4위           | 성남 일화 천마   | 0          | 1      | 1 |               |               |               |               |               |  |
|  |                |                   |                | 4위 | 성남 일화 천마     | 1            |              |                  |   |     |               | 성남 일화 천마   | 0          | 1      | 1 |               |               |               |               |               |  |
|  |                | 6위               | 전남 드래곤즈  | 0   |                    |              | 1위          | 전북 현대 모터스 | 0 | 3   | 3             |                  |            |        |   |               |               |               |               |               |  |
|  | 3위            | 6위               | 전남 드래곤즈  | 0   | 서울               | 1(2)         | 1위          | 전북 현대 모터스 | 0 | 3   | 3             |                  | -          | 부전승 | 0 |               |               |               |               |               |  |
|  | 3위            |                   |                |     | 서울               | 1(2)         |              |                  |   |     |               |                  | -          | 부전승 | 0 |               |               |               |               |               |  |
|  | 6위            | 전남 드래곤즈(p.) | 1(3)           |     |                    |              |              |                  |   |     | 1위           | 전북 현대 모터스 | 0          |        |   |               |               |               |               |               |  |
|  |                |                   |                |     |                    |              |              |                  |   |     |               |                  |            |        |   |               |               |               |               |               |  |

#### 6강 플레이오프
K리그 챔피언십 2009 6강 플레이오프에서는 리그 3위가 리그 6위를 상대로(제1경기), 리그 4위가 리그 5위를 상대로(제2경기) 각각 단판 홈 경기를 치른다. 6강 플레이오프에서 승리한 두 팀은 준플레이오프에 진출한다. 6강 플레이오프에서 패배한 두 팀은 정규 리그 순위가 더 높은 순서대로 시즌 5위, 6위를 기록한다.
| K리그 챔피언십 2009 제1경기 6강 플레이오프 Ⅰ 2009년 11월 21일 | FC 서울    | 1 - 1 (2 - 3 승부차기)                     | 전남 드래곤즈 | 서울특별시 서울월드컵경기장                                   |  |  |
| 17:00 UTC+9                                                   | 정조국 15′ |                                            | 12′ 이규로    | 관중 수: 13,116명 심판: 최광보 맨 오브 더 매치: 염동균 (전남) |  |  |
|                                                               |            | 승부차기                                   |               |                                                               |  |  |
| 김진규 · 이상협 · 기성용 · 김승용 · 이종민                    |            | 김형오 · 정윤성 · 송정현 · 웨슬리 · 곽태휘 |               |                                                               |  |  |
|                                                               |            |                                            |               |                                                               |  |  |

| K리그 챔피언십 2009 제2경기 6강 플레이오프 Ⅱ 2009년 11월 22일 | 성남 일화 천마 | 1 - 1 (3 - 2 승부차기)                 | 인천 유나이티드 | 경기도 성남시 성남종합운동장                                  |  |  |
| 14:30 UTC+9                                                   | 라돈치치 100′  |                                        | 113′ 김민수     | 관중 수: 10,946명 심판: 고금복 맨 오브 더 매치: 몰리나 (성남) |  |  |
|                                                               |                | 승부차기                               |                 |                                                               |  |  |
| 라돈치치 · 조동건 · 정성룡 · 몰리나 · 김용대                  |                | 유병수 · 안재준 · 이세주 · 정혁 · 챠디 |                 |                                                               |  |  |
|                                                               |                |                                        |                 |                                                               |  |  |

#### 준플레이오프
K리그 챔피언십 2009 6강 플레이오프에서 승리한 두 팀이 준플레이오프를 단판 경기로 치러서 플레이오프에 진출할 한 팀을 가린다. 경기는 정규 리그 순위가 더 높은 팀을 기준으로 홈 경기로 치른다. 플레이오프에서 패한 팀은 시즌 4위를 기록한다.
| K리그 챔피언십 2009 제3경기 준플레이오프 2009년 11월 25일 | 성남 일화 천마 | 1 - 0 | 전남 드래곤즈 | 경기도 성남시 성남종합운동장                                  |  |  |
| 19:00 UTC+9                                               | 몰리나 23′     |       |               | 관중 수: 12,283명 심판: 이영철 맨 오브 더 매치: 몰리나 (성남) |  |  |
|                                                           |                |       |               |                                                               |  |  |

#### 플레이오프
K리그 챔피언십 2009 준플레이오프 승자와 리그 2위가 플레이오프를 단판 경기로 치러서 K리그 챔피언 결정전 2009에 진출할 한 팀을 가린다. 경기는 정규 리그 2위 팀을 기준으로 홈 경기로 치른다. 플레이오프에서 패한 팀은 시즌 3위를 기록하며, AFC 챔피언스리그 2010 조별리그 출전권이 주어진다.
| K리그 챔피언십 2009 제4경기 플레이오프 2009년 11월 29일 | 포항 스틸러스 | 0 - 1 | 성남 일화 천마 | 경상북도 포항시 포항스틸야드                                  |  |  |
| 15:00 UTC+9                                             |               |       | 45′ 몰리나     | 관중 수: 16,854명 심판: 최명용 맨 오브 더 매치: 정성룡 (성남) |  |  |
|                                                         |               |       |                |                                                               |  |  |

#### 챔피언 결정전
K리그 챔피언십 2009 플레이오프 승자와 리그 1위가 K리그 챔피언 결정전 2009을 치러 시즌 우승, 준우승 팀을 가린다. 정규 리그 1위 팀을 기준으로 1차전을 원정 경기, 2차전을 홈 경기로 치른다. K리그 챔피언 결정전 2009에 진출한 두 팀에게는 경기 결과와 상관없이 AFC 챔피언스리그 2010 조별리그 출전권이 주어진다.
| K리그 챔피언십 2009 제5경기 K리그 챔피언 결정전 1차전 2009년 12월 2일 | 성남 일화 천마 | 0 - 0 | 전북 현대 모터스 | 경기도 성남시 성남종합운동장                                  |  |  |
| 19:00 UTC+9                                                           |                |       |                  | 관중 수: 21,371명 심판: 이상용 맨 오브 더 매치: 이동국 (전북) |  |  |
|                                                                       |                |       |                  |                                                               |  |  |

| K리그 챔피언십 2009 제6경기 K리그 챔피언 결정전 2차전 2009년 12월 6일 | 전북 현대 모터스                      | 3 - 1 | 성남 일화 천마 | 전라북도 전주시 전주월드컵경기장                              |  |  |
| 14:00 UTC+9                                                           | 에닝요 21′, 39′ · 이동국 73′ (페널티) |       | 85′ 김진용     | 관중 수: 36,246명 심판: 최광보 맨 오브 더 매치: 에닝요 (전북) |  |  |
|                                                                       |                                       |       |                |                                                               |  |  |

## 우승 구단
| K리그 우승       |
| ---------------- |
| 전북 현대 모터스 |
| 2009년 K리그     |
| 1번째 우승       |

## 시즌 통계

### 개인 기록

#### 득점
| 순위 | 이름   | 클럽 | 득점 | 경기 |
| ---- | ------ | ---- | ---- | ---- |
| 1    | 이동국 | 전북 | 21   | 29   |
| 2    | 데얀   | 서울 | 14   | 23   |
| 3    | 슈바   | 전남 | 13   | 25   |
| 4    | 김영후 | 강원 | 13   | 27   |
| 5    | 유병수 | 인천 | 12   | 26   |
| 6    | 김동찬 | 경남 | 12   | 27   |
| 7    | 고창현 | 대전 | 10   | 19   |
| 8    | 최태욱 | 전북 | 9    | 26   |
| 9    | 최성국 | 광주 | 9    | 26   |
| 10   | 인디오 | 경남 | 9    | 27   |

- 최종 업데이트 : 2009년 11월 1일 (출처: K-리그 공식 홈페이지)

#### 도움
| 순위 | 이름   | 클럽 | 도움 | 경기 |
| ---- | ------ | ---- | ---- | ---- |
| 1    | 루이스 | 전북 | 12   | 28   |
| 2    | 에닝요 | 전북 | 10   | 23   |
| 3    | 현영민 | 울산 | 9    | 26   |
| 4    | 최태욱 | 전북 | 9    | 26   |
| 5    | 기성용 | 서울 | 8    | 26   |
| 6    | 김영후 | 강원 | 8    | 27   |
| 6    | 김동우 | 경남 | 8    | 27   |
| 8    | 박희도 | 부산 | 7    | 25   |
| 9    | 황진성 | 포항 | 6    | 14   |
| 10   | 유창현 | 포항 | 5    | 19   |

- 최종 업데이트 : 2009년 11월 1일 (출처: K-리그 공식 홈페이지)

### 팀 기록

#### 구단별 관중수
| 구단               | 홈구장                  | 수용 인원 | 최다 관중 | 최소 관중 | 평균 관중 |
| ------------------ | ----------------------- | --------- | --------- | --------- | --------- |
| 대구 FC            | 대구 월드컵 경기장      | 66,422    | 32,250    | 3,215     | 8,951     |
| 부산 아이파크      | 부산 아시아드 주 경기장 | 53,864    | 17,577    | 3,998     | 7,735     |
| 인천 유나이티드    | 인천문학경기장          | 50,256    | 34,275    | 2,315     | 10,965    |
| 울산 현대          | 울산문수축구경기장      | 44,466    | 13,761    | 3,864     | 9,372     |
| 광주 상무          | 광주 월드컵 경기장      | 44,118    | 25,762    | 2,873     | 8,069     |
| 전북 현대 모터스   | 전주 월드컵 경기장      | 43,348    | 19,546    | 10,756    | 13,530    |
| FC 서울            | 서울 월드컵 경기장      | 68,476    | 36,764    | 7,685     | 16,699    |
| 수원 삼성 블루윙즈 | 수원 월드컵 경기장      | 43,288    | 35,058    | 10,206    | 17,946    |
| 제주 유나이티드    | 제주 월드컵 경기장      | 42,256    | 32,765    | 1,872     | 8,694     |
| 대전 시티즌        | 대전 월드컵 경기장      | 41,295    | 16,561    | 3,535     | 8,083     |
| 강원 FC            | 강릉종합운동장          | 30,000    | 21,316    | 5,129     | 15,636    |
| 경남 FC            | 창원종합운동장          | 27,000    | 21,947    | 5,764     | 11,501    |
| 포항 스틸러스      | 포항 스틸야드           | 25,000    | 16,382    | 7,348     | 10,949    |
| 전남 드래곤즈      | 광양축구전용구장        | 20,000    | 16,048    | 10,420    | 13,206    |
| 성남 일화 천마     | 탄천종합운동장          | 16,000    | 16,144    | 1,367     | 7,457     |
| 종합               | 종합                    | 종합      | 36,764    | 1,367     | 11,203    |

- 최종 업데이트 : 2009년 10월 4일 (출처: K-리그 공식 홈페이지)

## 수상

### 베스트 11
- 골키퍼: 신화용 (포항)
- 수비수: 김상식 (전북), 김형일, 황재원, 최효진 (이상 포항)
- 미드필더: 최태욱, 에닝요 (이상 전북), 기성용 (서울), 김정우 (성남)
- 공격수: 이동국 (전북), 데닐손 (포항)

### 부문별 수상자
| 부문                 | 선수          | 클럽              |
| -------------------- | ------------- | ----------------- |
| 최우수선수상         | 이동국        | 전북 현대 모터스  |
| 신인선수상           | 김영후        | 강원 FC           |
| 득점상               | 이동국        | 전북 현대 모터스  |
| 도움상               | 에닝요        | 전북 현대 모터스  |
| 감독상               | 최강희        | 전북 현대 모터스  |
| 특별상               | 김영광 김병지 | 울산 현대 경남 FC |
| 올해의 베스트골      | 김동찬        | 경남 FC           |
| 'FAN'tastic Player상 | 이동국        | 전북 현대 모터스  |

## 같이 보기
- 리그컵 2009
- FA컵 2009
- K3리그 2009